# Cratere Lewis
Lewis è un cratere lunare di 40,32 km situato nella parte sud-orientale della faccia nascosta della Luna.
Il cratere è dedicato al chimico statunitense Gilbert Lewis.

## Crateri correlati
Il cratere Lewis R è stato ridenominato dall'Unione Astronomica Internazionale Chalonge nel 1985.